# 그리폰 북스
그리폰 북스는 시공사에서 낸 과학 소설을 중심으로 한 총서이다.
출판사에서 공식적으로 분류하지 않았으나 이 총서는 팬들에 의해 1기와 2기로 구분되어 불린다.
1기는 SF 평론가 김상훈의 기획으로 탄생했고 주로 영미권의 고전 과학 소설을 소개했다. 김상훈은 강수백이라는 필명으로 반수에 가까운 작품들을 직접 번역하고 각 작품에 관한 상세한 해설을 썼다. 문고본에 가까운 판형과 검은색의 표지가 특징이며, 일부에서는 클래식 그리폰 북스라고 불리기도 한다. 현재 모든 도서가 절판되어 희귀본으로 분류되지만, 일부 작품은 다른 출판사에서 재간되었다.
2기는 SF 해설가 박상준의 주도로 1기 작품 일부의 재간과 신작의 출간이 이어졌고 처음엔 양장본으로 출간하다가 반양장으로 나오는 등 판형이 제각기 다르다. 그리폰 북스의 이름으로 대한민국 작가의 판타지 소설이 일부 출간되기도 했으나 팬들의 반발로 이내 중단되었다.

## 작품 목록

### 1기
- 내 이름은 콘라드(This Immortal) / 로저 젤라즈니 지음 / 강수백 옮김
- 스타쉽 트루퍼스(Starship Troopers) / 로버트 A. 하인라인 지음 / 강수백 옮김
- 어둠의 왼손(The Left Hand of Darkness) / 어슐러 르 귄 지음 / 서정목 옮김
- 다아시 경의 모험(Murder and Magic) / 랜달 개릿 지음 / 강수백 옮김
- 타임 패트롤(The Guardians of Time) / 폴 앤더슨(Poul Anderson) 지음 / 강수백 옮김
- 파괴된 사나이(The Demolished Man) / 앨프리드 베스터 지음 / 강수백 옮김
- 솔라리스(Solaris) / 스타니스와프 렘 지음 / 강수백 옮김
- 중력의 임무(Mission of Gravity) / 핼 클레먼트 지음 / 안정희 옮김
- 영원한 전쟁(The Forever War) / 조 홀드먼(Joe Haldeman) 지음 / 강수백 옮김
- 인간을 넘어서(More Than Human) / 시어도어 스터전 지음 / 신영희 옮김
- 크리스털 월드(The Crystal World) / J. G. 밸러드 지음 / 김진경 옮김
- 드래곤과 조지(The Dragon and the George) / 고든 R. 딕슨 지음 / 강수백 옮김
- 낙원의 샘(The Fountains of Paradise) / 아서 C. 클라크 지음 / 정영목 옮김
- 리보위츠를 위한 찬송(A Canticle for Leibowitz) / 윌터 M. 밀러 Jr.(Walter M. Miller Jr.) 지음 / 박태섭 옮김
- 화씨 451(Fahrenheit 451) / 레이 브래드베리 지음 / 박상준 옮김
- 높은 성의 사나이(The Man in the High Castle) / 필립 K. 딕 지음 / 오근영 옮김
- 추락하는 여인(The Falling Woman) / 팻 머피 지음 / 안봉선 옮김
- 유년기의 끝(Childhood's End) / 아서 C. 클라크 지음 / 정영목 옮김

### 2기
- 어둠의 왼손 (재간) 2002년 9월
- 유년기의 끝 (재간) 2002년 9월
- 스키즈매트릭스(Shaper/Mechanist - Schismatrix) / 브루스 스털링 지음. 최용준 옮김. 2003년 8월
- 안티아이스(Anti-Ice) / 스티븐 백스터 지음. 김훈 옮김. 2003년 8월
- 멋진 징조들(Good Omens) / 닐 게이먼, 테리 프래쳇 지음. 이수현 옮김. 2003년 9월
- 다이아몬드 시대(Diamond Age) / 닐 스티븐슨 지음. 황나래 옮김. 2003년 11월
- 밤을 사냥하는 자들(Those Who Hunt the Night) / 바버라 햄블리 지음. 이지선 옮김. 2003년 12월
- 파괴된 사나이(The Demolished Man) / 앨프리드 베스터 지음. 김선형 옮김. 2003년 12월 (재번역)
- 21세기SF도서관 1 - 세상의 생일(The Year's Best Science Fiction: Eighteenth Annual Collection) / 가드너 도즈와 엮음. 박현주, 신영희 옮김. 2003년 12월
- 21세기SF도서관 2 - 유전자가 수상하다(The Year's Best Science Fiction: Eighteenth Annual Collection) / 가드너 도즈와엮음. 이수현, 박현주, 황나래 옮김. 2004년 4월
- 타이거!타이거!(The Stars, My Destination) / 앨프리드 베스터 지음. 최용준 옮김. 2004년 5월 (재번역)
- 바람의 열두 방향(The Wind's Twelve Quarters) / 어슐러 르 귄 지음. 최용준 옮김. 2004년 10월
- 내 이름은 콘래드(This Immortal) / 로저 젤라즈니 지음. 곽영미, 최지원 옮김. 2005년 4월 (재번역)
- 프라이데이(Friday) / 로버트 A. 하인라인 지음. 안정희 옮김. 2005년 11월